# Guillem I de Cervera
Guillem I de Cervera (? - ~1130?), conegut també com a Guillem Dalmau de Cervera, va ser un cavaller del llinatge català dels Cervera, castlà de Cervera, d'on prengué el cognom, i senyor de Castelldans, Gebut i Albió.

## Orígens familiars
Desconeguts, tot i que se l'emparenta amb el llinatge Cervera senyalant-lo com a fill de Dalmau, senyor de Ferran, Malacara i Castellfollit de Riubregós.

## Matrimoni i descendents
En casà amb Maria (o Solastern). D'aquest matrimoni nasqueren:
- Guillem II de Cervera (- 1164?), senyor de Juneda, Castelldans, Gebut i Cérvoles
- Jaume

## Biografia
Entre 1119 i 1130, conquerí i repoblà la zona de Castelldans, a Les Garrigues, i la de Gebut, al Segrià.